# CC Harrison
Pour les articles homonymes, voir Harrison.
Clint Cotis Harrison dit CC Harrison est un joueur américain de basket-ball, né le 23 septembre 1976 à Reidsville (Caroline du Nord). Il mesure 1,94 m et joue au poste d'arrière.

## Clubs successifs
- 1995 - 1999 :  Wolfpack de North Carolina State (NCAA)
- 1999 - 2001 :  Mitteldeutschen Basketball Clubs (Basketball-Bundesliga)
- 2001 - 2004 :  RheinEnergie Cologne (Basketball-Bundesliga)
- 2004 - 2005 :  Paris Basket Racing (Pro A)
- 2005 - 2007 :  Pau-Orthez (Pro A)
- 2007 - 2008 :  Legea Scafati (Lega A)
- 2008 - 2009 :  Astronauts Amsterdam (FEB Eredivisie)
- 2009 - 2011 :  Pallalcesto Amatori Udine (Lega Due)
- 2011 - 2012 :  Unione Cestistica Piacentina (Lega Due)

## Palmarès

### Club
- Vainqueur de la Coupe d'Allemagne : 2004
- Vainqueur de la Coupe de France : 2007

### Distinctions personnelles
- Participation au All-Star Game allemand en 2002, 2003 et 2004
- Sélectionné mais blessé au All-Star Game français en 2005 et 2006.